# Legendary Tales
Legendary Tales es el primer álbum de estudio de la banda italiana de power metal sinfónico Rhapsody of Fire (en ese entonces conocidos como Rhapsody). Fue lanzado el 27 de octubre de 1997 por medio de Limb Music.
Es la primera parte de la Emerald Sword Saga, una historia creada por el miembro fundador Luca Turilli.  Gracias a este disco, Rhapsody se dio a conocer rápidamente en la escena del power metal sinfónico con ritmos medievales europeos.

## Lista de canciones
| N.º | Título                                          | Duración |  |
| 1.  | «Ira Tenax» (Ira Explosiva)                     | 01:13    |  |
| 2.  | «Warrior of Ice» (Guerrero de Hielo)            | 05:57    |  |
| 3.  | «Rage of the Winter» (Furia del Invierno)       | 06:09    |  |
| 4.  | «Forest of Unicorns» (Bosque de los Unicornios) | 03:23    |  |
| 5.  | «Flames of Revenge» (Llamas de la Venganza)     | 05:32    |  |
| 6.  | «Virgin Skies» (Cielos Vírgenes)                | 01:20    |  |
| 7.  | «Land of Immortals» (Tierra de Inmortales)      | 04:50    |  |
| 8.  | «Echoes of Tragedy» (Ecos de la Tragedia)       | 03:31    |  |
| 9.  | «Lord of the Thunder» (Señor del Trueno)        | 05:31    |  |
| 10. | «Legendary Tales» (Relatos Legendarios)         | 07:49    |  |

## Formación
Rhapsody
- Fabio Lione - Voz.
- Luca Turilli - Guitarra eléctrica.
- Alex Staropoli - Teclados.
- Sascha Paeth - Guitarra eléctrica.
- Robert Hunecke-Rizzo - Bajo.
- Daniele Carbonera - Batería.

Músicos invitados
- Sascha Paeth - bajo, guitarra acústica, mandolina.
- Robert Hunecke - bajo.
- Manuel Staropoli - interpete barroco.
- Thomas Rettke, Cinzia Rizzo - corista.
- Thomas Rettke, Robert Hunecke, Miro, Wolfgang Herbst, Rick Rizzo, Fabio Lione, Luca Turilli, Alex Staropoli, Cinzia Rizzo, Tatiana Bloch - Coros de Inmortales.
- Anne Schnyder - violín principal.
- Anne Schnyder & Helia Davis - violín.
- Oliver Kopf - viola.
- Paul F. Boehnke - violenchelo.
- Andre Neygenfind - contrabajo.

Producción
- Producido por Sascha Paeth y Miro.
- Ingeniería y mezcla por Sascha Paeth y Miro en Gate-Studio ubicado en Wolfsburg, Germany.
- carátula y diseño del logo de la banda: Eric Philippe.
- Fotografía: Karsten Koch, Hannover.